# 牟乐牟保
牟乐牟保（？—？），摩娑诏大酋長，约活跃于北宋南宋之交。
根据《木氏宦谱》的记载，他的祖父是牟西牟磋、父親是牟磋牟乐，母親是阿室剌睦，妻子是阿室女。他和段正和一起被任命為都將軍。他對從崑崙山沿金沙江漂流來蒙古族人爷爷非常的器重；因牟乐牟保无子，遂収爷爷的儿子牟保阿琮为养子。牟乐牟保死后，由牟保阿琮嗣位。